# Matthew Axelson
Matthew Gene "Axe" Axelson (Cupertino, 25 de junio de 1976 - Kunar, 28 de junio de 2005) fue un SEAL de la Marina de los Estados Unidos que fue galardonado con la segunda más alta condecoración de la Marina de los Estados Unidos, la Cruz de la Armada, y con el Corazón Púrpura, por sus acciones durante la guerra en Afganistán. Sirviendo como francotirador en la operación Alas Rojas. Axelson murió en acción durante la fase de tiroteo, le sobreviven sus padres, hermano y esposa.

## Primeros años
Axelson nació el 25 de junio de 1976 en Cupertino, California, siendo hijo de Donna y Cordell Axelson. Se graduó de la preparatoria Monta Vista en 1994, asistió a la Universidad Estatal de San Diego durante un año y se graduó de la Universidad Estatal Chico de California con un título en ciencias políticas.

## Carrera profesional
Axelson se alistó en la Marina de los Estados Unidos en diciembre de 2000 y completó el entrenamiento básico en la Estación Naval de los Grandes Lagos. Después de terminar la Escuela "A" de Técnico de Sonar en Superficie (STG), realizó el entrenamiento Básico de Demolición Submarina/SEAL (BUD / S) y se graduó con la Clase 237 en Coronado, California. Después de BUD/S, Axelson fue a la Escuela Aerotransportada del Ejército, completó el Entrenamiento de Calificación SEAL y luego asistió a la Escuela de Vehículos de Entrega SEAL. Informó al equipo 1 de vehículos de reparto SEAL en diciembre de 2002, en Hawái. Se desplegó en Afganistán en abril de 2005.

### Operación Alas Rojas

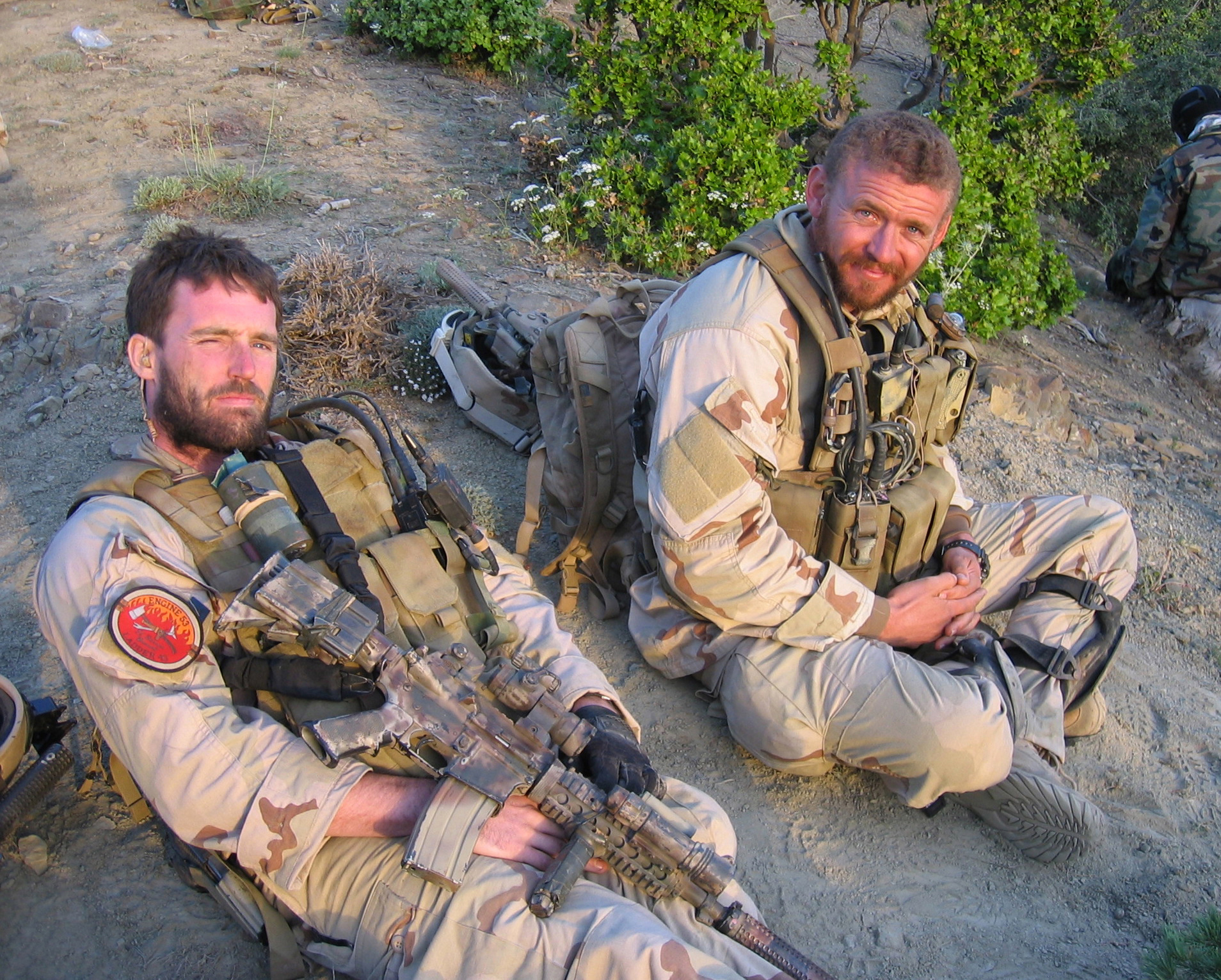
Axelson y Murphy en Afganistán, 2005.

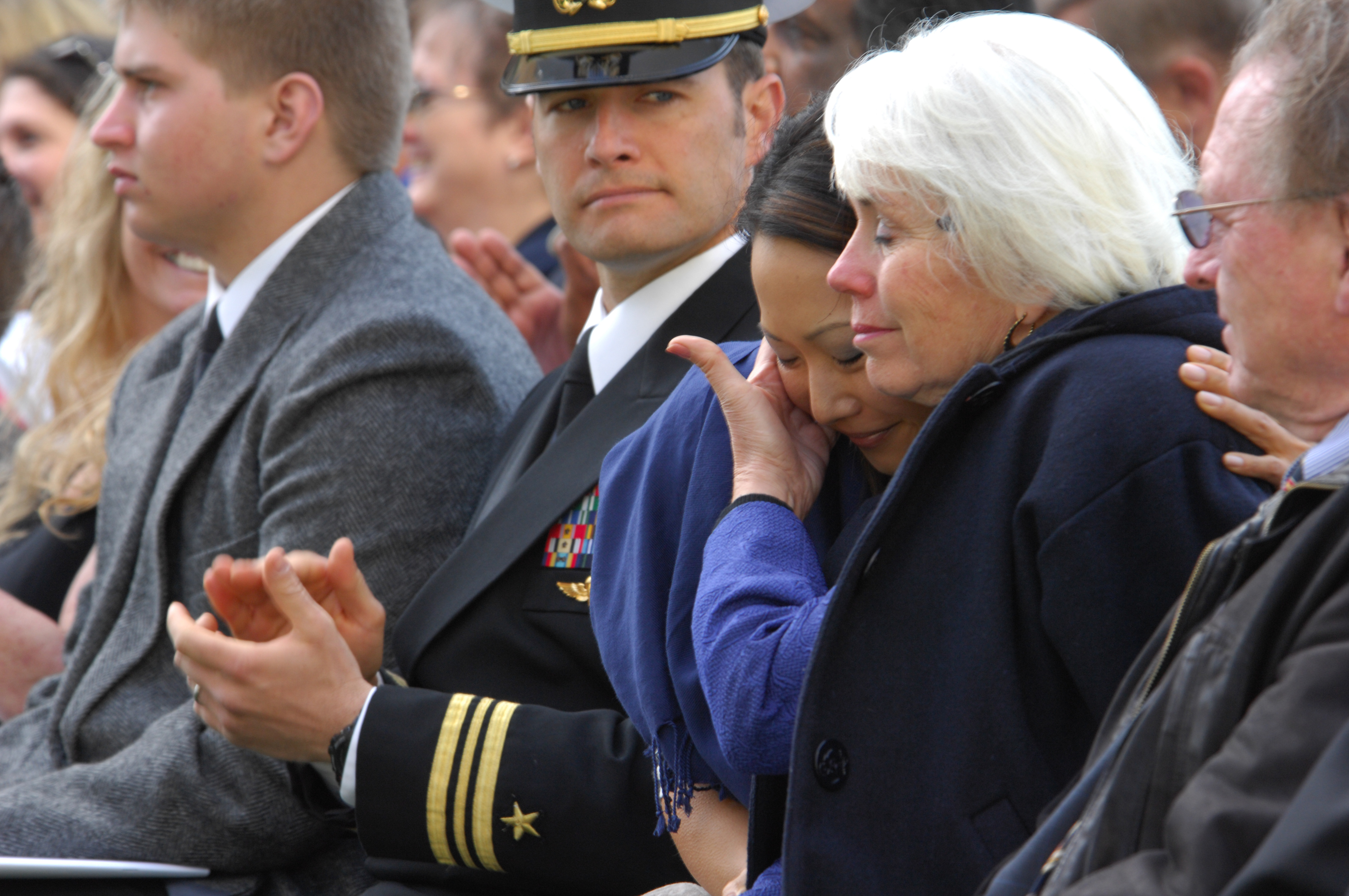
La madre de Axelson, consolando a su nuera en la ceremonia de honor, 2009.

La operación Alas Rojas fue una operación de contrainsurgencia llevada a cabo por las Fuerzas Armadas de los Estados Unidos en la provincia de Kunar, Afganistán, en 2005. El objetivo de la operación era matar o capturar a Ahmad Shah (nombre en clave Ben Sharmak), un conocido terrorista y jefe del grupo de milicias "Mountain Tigers". Durante la operación, Axelson y Marcus Luttrell fueron asignados como francotiradores, mientras que Danny Dietz y Michael P. Murphy sirvieron como observadores.
La misión se vio comprometida después de que unos pastores de cabras descubrieron a los SEAL e informaron su ubicación a los talibanes en la aldea. Se produjo un intenso tiroteo y Dietz murió como resultado de una herida de bala en la cabeza, convirtiéndose en la primera víctima de la operación. Después de que Murphy huyó a un claro para recibir recepción y pedir apoyo, recibió varios disparos y murió, mientras que Axelson murió como resultado de heridas de bala y metralla de la explosión del RPG mientras trataba de escapar.
La fuerza de reacción rápida que se envió en respuesta a una solicitud de Murphy, consistió en ocho SEAL de la Marina y ocho tripulantes del 160.º Regimiento de Aviación de Operaciones Especiales. Cuando la aeronave llegó al lugar y los SEAL intentaron hacer una cuerda rápida, una granada propulsada por cohete golpeó su Boeing CH-47 Chinook y lo hizo estrellarse. Los 16 miembros del personal a bordo murieron.

## Fallecimiento
Axelson resultó gravemente herido después de llevar la peor parte del ataque inicial y la caída con sus compañeros de equipo. Luego de reagruparse con el equipo, comenzó a contraatacar y horas después sufrió una herida de bala en la cabeza, para este momento había recibido disparos en varios lugares incluyendo el pecho y la cabeza. El 10 de julio de 2005, el cuerpo de Axelson fue descubierto a unos cientos de metros de la explosión inicial del RPG, por un grupo de SEAL durante una operación de búsqueda, rescate y regresó a los Estados Unidos. Axelson fue enterrado con todos los honores militares en Glen Oaks Memorial Park en Chico, California.

## Vida personal
El hermano de Axelson, Jeffery, escribió un libro sobre él. Axelson se casó con Cindy Oji en 2003, en Sacramento, California.

## Cruz de la Armada
El 13 de septiembre de 2006, Axelson recibió póstumamente la Cruz de la Armada de manos del secretario de la Marina, Donald C. Winter.

#### Citación
El presidente de los Estados Unidos de América se enorgullece de presentar la Cruz de la Armada (póstumamente) al Técnico de Sonar de Segunda Clase Matthew Gene Axelson, por su extraordinario heroísmo en las acciones contra el enemigo mientras se desempeñaba en un elemento de reconocimiento especial de cuatro hombres con SEAL Delivery Vehicle Team ONE, Unidad de Tareas de Guerra Especial Naval, Afganistán del 27 al 28 de junio de 2005. El suboficial Axelson demostró un heroísmo extraordinario frente al grave peligro en las cercanías de Asadabad, provincia de Kunar, Afganistán. Operando en el medio de un área controlada por el enemigo, en un terreno extremadamente accidentado, su elemento de Reconocimiento Especial tenía la tarea de localizar a un líder de la Milicia Anticoalición de alto nivel, en apoyo de una misión de acción directa de seguimiento para interrumpir la actividad enemiga. El 28 de junio de 2005, el elemento fue descubierto por simpatizantes de la Milicia Anticoalición, quienes inmediatamente revelaron su posición a los milicianos. Como resultado, el elemento se encontró directamente con el enemigo. Demostrando una resolución excepcional y comprendiendo plenamente la gravedad de la situación, el elemento del suboficial Axelson se enfrentó con valentía a la milicia, que tenía una ventaja tanto numérica como posicional. El tiroteo que siguió resultó en la muerte de numerosos miembros del personal enemigo, y varios miembros de la Armada sufrieron bajas. Haciendo caso omiso de sus heridas y demostrando una compostura excepcional, el suboficial Axelson aconsejó al compañero de equipo más cercano a él que escapara mientras él proporcionaba fuego de cobertura. Con total desprecio por su propia vida y pensando solo en la supervivencia de su compañero de equipo, continuó atacando al enemigo, eliminando milicianos adicionales, hasta que fue herido de muerte por el fuego enemigo. Un campeón de la libertad, el suboficial Axelson será recordado por sus acciones abnegadas en la continua Guerra Global contra el Terrorismo. Por su valor inquebrantable, fortaleza bajo fuego y dedicación inquebrantable al deber, el suboficial Axelson reflejó un gran crédito sobre sí mismo y mantuvo las más altas tradiciones del Servicio Naval de los Estados Unidos. Dio su vida galantemente por la causa de la libertad.

## Premios y honores
Los premios de Axelson incluyen:
- Cruz de la Armada
- Corazón Púrpura
- Medalla de elogio de la Armada y el Cuerpo de Marines
- Cinta de acción de combate
- Mención de la Unidad de la Armada
- Medalla de Buena Conducta
- Medalla de Servicio en la Defensa Nacional
- Medalla de la campaña de Afganistán con una Estrella de servicio
- Medalla expedicionaria de la Guerra Global contra el Terrorismo
- Medalla al servicio de la guerra global contra el terrorismo
- Cinta de despliegue del servicio marítimo de la Armada y el Cuerpo de Marines
- Medalla OTAN
- Medalla de experto en fusil de la Marina
- Medalla de tiro de pistola experto de la Marina
- Insignia de guerra especial
- Insignia de paracaidista

## Legado

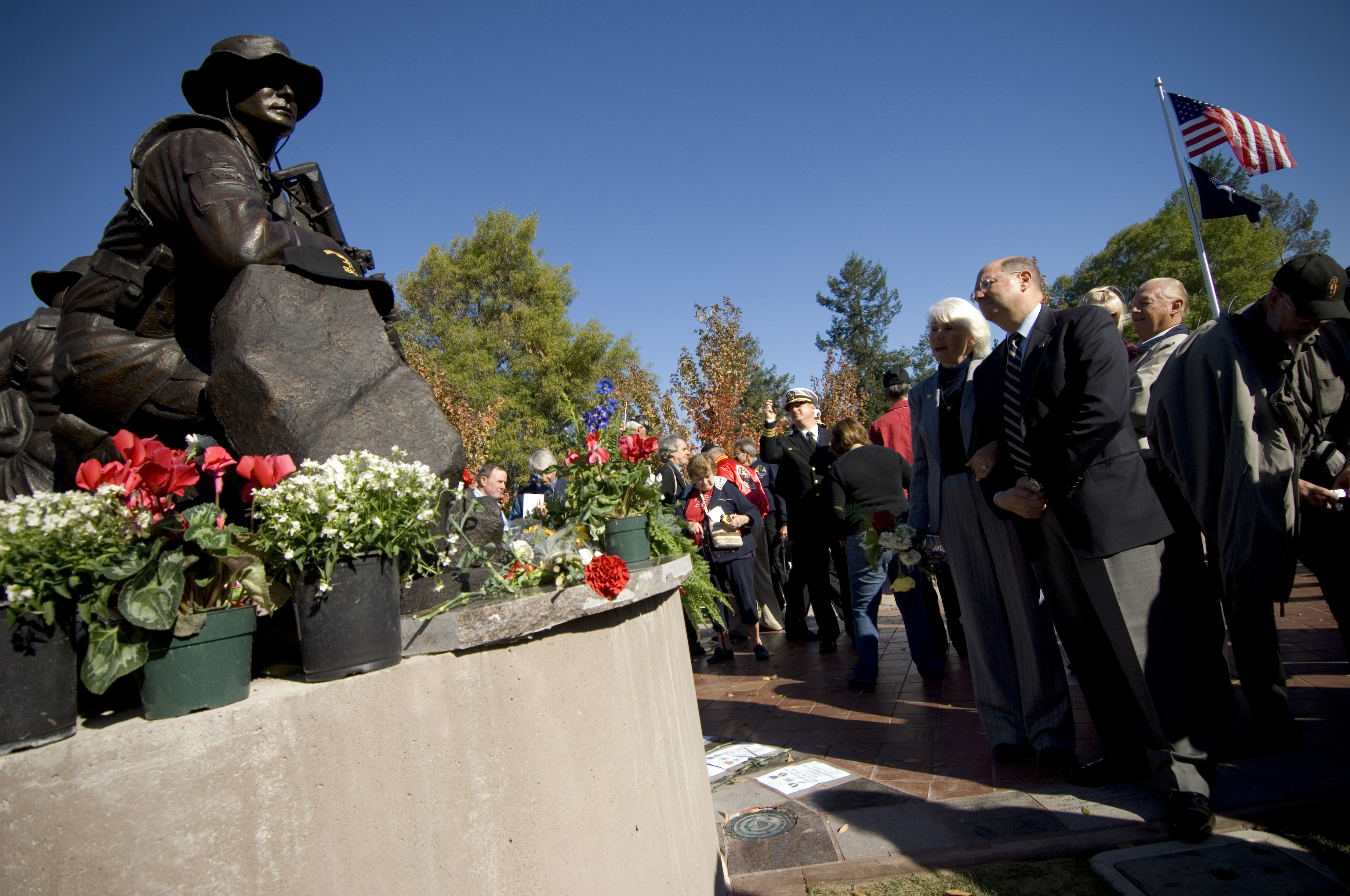
Una imagen de la estatua de Axelson y Suh presentada en 2007 con su familia viéndola.

El 11 de noviembre de 2007, la ciudad de Cupertino, California erigió una estatua de bronce de tamaño natural de Axelson y su compañero del SEAL James Suh (también muerto en acción durante la Operación Alas Rojas), sosteniendo sus rifles en una posición defensiva arrodillada. La citación de la Cruz de la Armada se replicó en el monumento.
El 3 de noviembre de 2015, la Base Naval de San Diego cambió el nombre de su complejo de viviendas Pacific Beacon a The Axelson Building y dedicó una caja de exhibición en el vestíbulo del edificio que alberga algunas de las posesiones de Axelson.
El 13 de noviembre de 2015, Axelson fue reconocido como exalumno de la Universidad Estatal de San Diego y se incluyó en el monumento a los caídos en la guerra de la universidad.
Para la película de 2013 Lone Survivor, que cubrió los eventos de la Operación Alas Rojas, Axelson fue interpretado por el actor Ben Foster.
En octubre de 2019 se propuso un proyecto de ley para cambiar el nombre de la oficina de correos en Cupertino, California, a "Edificio de oficinas de correos de suboficiales de segunda clase (SEAL) Matthew G. Axelson", el proyecto de ley se aprobó el 14 de septiembre de 2020 y el edificio cambió de nombre.
En 2016, Axelson Tactical, una empresa de armas de fuego fundada en honor de Axelson, presentó una réplica del Fusil tipo AR-15 similar al que llevaba Axelson en el momento en que murió en acción en junio de 2005. El 19 de enero de 2016, Axelson Tactical y Team Never Quit Ammunition anunciaron una rifa para regalar una réplica de un rifle Axelson y 1,000 rondas de municiones para recaudar dinero para la organización benéfica, Special Operations Wounded Warriors.